# Скарри (округ)
Округ Скарри (англ. Scurry county) — округ штата Техас Соединённых Штатов Америки. На 2000 год в нём проживало 16 361 человек. По оценке бюро переписи населения США в 2009 году население округа составляло 16 222 человек. Окружным центром является город Снайдер.

## История
Округ Скарри был сформирован в 1876 году. Он был назван в честь Уильяма Рэда Скарри, члена легислатуры Техаса и генерала конфедератов.

## География
По данным бюро переписи населения США площадь округа Скарри составляет 2350 км², из которых 2337 км² — суша, а 13 км² — водная поверхность (0,55 %).

### Основные шоссе
- Шоссе 84
- Шоссе 180
- Автострада 208
- Автострада 350

### Соседние округа
- Кент  (север)
- Фишер  (восток)
- Митчелл  (юг)
- Борден  (запад)
- Гарза  (северо-запад)